# マタタビ (サイボーグクロちゃん)
マタタビは、横内なおきの漫画『サイボーグクロちゃん』または、そのアニメに登場する架空のネコ。声は大本眞基子が担当。

## 概要
右目が無い、隻眼のトラ柄の猫。クロとは旧知の仲であり、彼はキッドと呼ばれていた頃の親友だった。クロと再会して復讐を挑むが、その理由は片目の事が起因している（彼の片目は現在クロがホルマリン漬けにして保管している）。右目に関しては、当初はクロとの決闘の末に奪われたような描写であったが、キッド編ではグレーの敵討ちに行こうとするキッドを連れ戻そうとした際にマタタビの制止を振り切ろうとしたキッドの爪が目に当たって負傷したという不慮の事故で失ったということになっている。一人称は「拙者」（ただし口調は特に時代がかってはいない）で、初めて喋った人間の言葉も「せっしゃ」だった（キッドの過去編では「俺」）。名前の由来は「マタタビの木（人間でいうところの酒やタバコに近い）」を幼い頃からやっていたことからきている。
マントの下に無数の武器を隠し持っている。切り札はすてるすブーメラン。生身にもかかわらずサイボーグ化したクロと互角に戦えるほど強い。器用な手先（クロ曰く「国宝級」）と猫とは思えないもの覚えの早さをもち、猫の癖に二本足で歩いたり、武器を作ったり、箸が持てたり、一級建築士並みの大工技術を持っていたりする。キッドと離れ離れになった後で大工の棟梁に救われた際、手先の器用さを生かして大工仕事を覚えた。そのため、初登場時にジーサンバーサンの家を壊したのを新築しており、以来クロ達が壊す度に直しつづけている。
食欲旺盛で、クロに「ブタタビ」と呼ばれるほど太ってしまったことがあり、食べるときは行儀が悪く遠慮も皆無で、マーくんの母親には「世の中にはこんな下品なものが存在するのね」と半ば皮肉られていた。クロに言わせれば「世界一快楽に溺れやすい猫」であり、食に留まらず、基本的に自制心がない。堕落した生活を避ける一方で、厄介事から距離を置こうとする傾向が強く、中盤以降は問題解決に向かうクロ達に「おう、いってこい」などと押し付けて怠けようとする場面が多々見られた（その度に粛清されている）。フジ井家に居着いて以降の自分の堕落に嫌気が指したこともあったが、修行をするつもりが結局快楽に溺れ、決別に成功したことはない。原作最終話では、ジーサンバーサンの膝の上で堂々と寛ぐまでになっていた。子どもの頃は陽気でイタズラ好きな性格だったが、現在はクールな一匹狼の様相が濃い（言葉遣いも影響している）。言葉の学習元が時代劇だったためか、横文字の知識にムラがあるらしく、後半になってもダンクが「アフリカに帰る」と文字を出した際は「あふりか……ってなんだ?」と疑問を示していた。さらにサイボーグと言う物も理解していなかった。また、「『た（だ）』が2つ並んだ場合、1つ多く書いてしまう」という奇癖を持っており、例として、自分の名前を「マタタタビ」、「いただく」を「いたただく」と誤記してしまう。
サイボーグに対してはシビアな考えを持っているのか、どんなに死に掛けても生身で通すことを宣言している。風来坊をイメージしたような、他のクロやミーとは違った渋いデザインと、その極端に二面性の強い性格からか読者人気は高めで、アニメでロミオがネタにしていた人気投票においてもクロやミーに負けない人気を見せていた。アニメ版では出番が少ない。
なお、額の傷は棟梁の下にいた時点においてもついておらず、ゴローに対し「負け犬の傷だな……?」「男の傷は正面から負え!」と言っている事から、何らかの勝負に負けた結果についたものと考えられるが、最終回まで明かされることはなかった。ナナの事をやや煙たがっている節があり、その他の女性キャラに関してもストイックでジーさんやバーさんがイチャついているときも不快な顔をするなどミソジニー主義者とも言える描写がある。

## 武器
一部を除いて、単行本等で取り出していたものを、特に解説せず列挙していく。基本的に物理的なものが豊富であり、飛び道具や火薬は子ども時代以外あまり使っていない。武装のほぼ全てをマントの下に隠し持っており、クロに「何を隠し持ってるかわかったもんじゃない」と言わしめた。
すてるすブーメラン
なんでも真っ二つにしてしまうマタタビの切り札の武器。普段はマントの中に隠し持っている。どう投げても戻ってくる。また、投げるだけでなく近接用武器としても使用する。手で持つほうには布を巻いてあり、真ん中にはマタタビの似顔絵が描いてある。
切り札であるため一つしか持っていないはずが、アニメでは話によっては大量に所持していた。また、爆薬をまきつける（原作）、ジェットエンジンを取り付ける（アニメオリジナル）という応用的使い方もある。
初登場時には、上空を飛行していたジャンボ機やヘリを片っ端から裁断するという恐るべき切れ味を見せたが、後にゴッチと戦闘したときには、腕の装備した鉄板に刺さるに留まるなど、切れ味にムラがある（このときは上述の通り爆薬を巻きつけて使用していたため、故意に切れ味を悪くした可能性もある）。
作中の時系列では、野良猫時代シマの廃工場街が炎上した後の旅の途中、クロの想い犬を殺した野良犬たちとの戦闘で初めて姿を見せている。
廃材ブーメラン
廃材の中にあったL字金具をブーメランとして使ったもの。当初雑誌で「プロトタイプのすてるすブーメラン」といったような紹介もされていたが、後に「それ以前に現在のすてるすブーメランの完成型を使っている」と作者が明言し、上述の通り後に登場した。
チェーンソー
マタタビが初登場のときに使った武器。音はガトリング並に重い。
箸
厳密には武器ではないが、マタタビの器用さを表現するためによく使われる。野良猫時代に既に使用をマスターしており、グレー達から「化け猫」と呼ばれる所以となっていた。現在では食事に留まらない用途に用いられており、クロの銃弾を掴みとめたこともある。
ボーガン
マタタビの手作り。野良猫時代にカラス達との戦いで初登場。火薬つきのものとそうでないものがある。
大量に生産され野良猫たちにも支給されたが、指で引き金を引き金を引くという動作は普通の野良猫にできるわけもなく、工夫が必要だった。
爆弾
野良猫時代のマタタビのとっておきの切り札。本人曰く、本来は“ボス用”だったが、複数の雑兵の犬に囲まれたため使用した。
その他の武器
鉈、クナイ、槍、モーニングスター、斧、手裏剣、鎌、トンカチ、ブロードソード、鎖鎌、メリケンサック、ノコギリ、ヌンチャク、ドス、包丁など。

## 人物関係
クロ
周りでは唯一彼のことを「キッド」と呼ぶ。一度だけ「クロ」と呼んだこともある（アニメでは複数ある）。現在でもれっきとした「親友」であることに変わりはないが、右目の敵であることにも変わりはない。
大工の棟梁
ドッチとの抗争の後で出会った中で、2人目の恩人。出会った時点での年齢は80歳。
元々器用だったとはいえ猫であるマタタビが、非常に高い大工の腕を持っているのは、この棟梁が一通りの技術を教え込んでくれたためであり、マタタビにとっては師匠に当たる。最初は、マタタビの失敗によって怪我もしていたものの、広い心でそれを許してくれたほどに器が大きい。しかし一方で、マタタビが喋ることに驚いて失禁するほどに肝が小さい。
クロと再会した時に自分はどうすればいいのか悩んでいたマタタビに、道を指し示してくれた人物。

## バリエーション
ブタタビ
マーくんの家にいた際、あまりにも暴飲暴食を続けたため太ってしまった際の姿。まるで太ったペルシャネコのようになってしまっている。
その愛らしさが人気となり、テレビ出演も果たした。普段マタタビの目付きは常に鋭いが、この時だけはクロ同様丸い目がデフォルトになっていた。戦闘力はそれほど鈍ってはいなかった様子。
デビルマタタビ
デビルに乗り移られたマタタビ。ゲームでは普段のマタタビとは思えない壮絶な変化を遂げていたが、アニメでは羽が生えたこと、巨大化したこと以外は変化がなかった。